# Jean-François Doutreloux
Pour les articles homonymes, voir Doutreloux.
Jean-François Doutreloux, né le 21 mars 1777 à Stavelot et décédé le 4 mars 1824 à Luxembourg, est un homme politique luxembourgeois.
Jean-François est le bourgmestre de la ville de Luxembourg de 1822 à 1823.